# (2502) Nummela
(2502) Nummela ist ein Asteroid des Hauptgürtels, der am 3. März 1943 von dem finnischen Astronomen Yrjö Väisälä in Turku entdeckt wurde.
Der Name des Asteroiden ist von der finnischen Ortschaft Nummela abgeleitet.